# Reims Polar 2025
Le Reims Polar 2025, 5e édition du festival, se déroule du 1er au 6 avril 2025 au cinéma Opéreims sur la Place Drouet-d'Erlon.

## Déroulement et faits marquants
Outre la compétition, la 5e édition du festival propose une sélection de films noirs britanniques et une rétrospective consacrée à Kiyoshi Kurosawa.
Le 5 avril 2025, le palmarès est annoncé : le Grand prix est décerné au film Islands de Jan-Ole Gerster. Le prix du jury est remis au film Little Jaffna de Lawrence Valin,.

## Les jurys

### Compétition

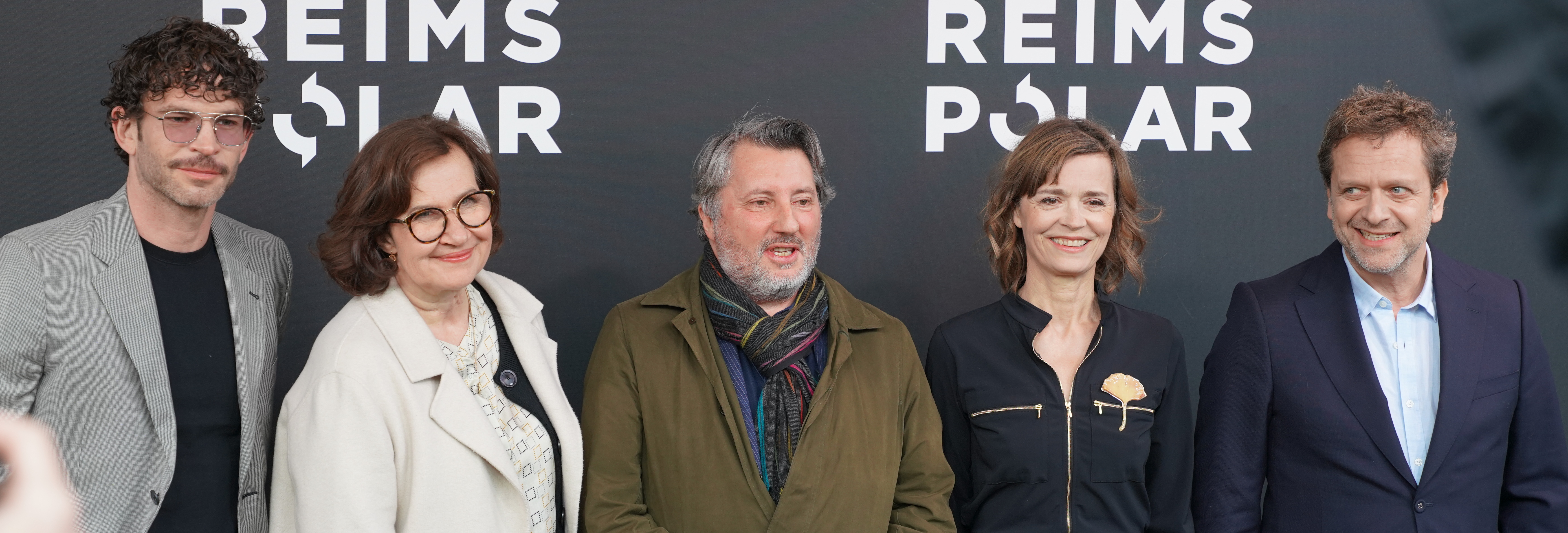
Jury de la compétition 2025.

- Bruno Podalydès (président), réalisateur
- Anne Le Ny, réalisatrice
- Hugues Pagan, écrivain et scénariste
- Caroline Proust, actrice
- Alice Taglioni, actrice
- Arnaud Valois, acteur et réalisateur
- Jonathan Zaccaï, acteur et réalisateur

### Sang neuf

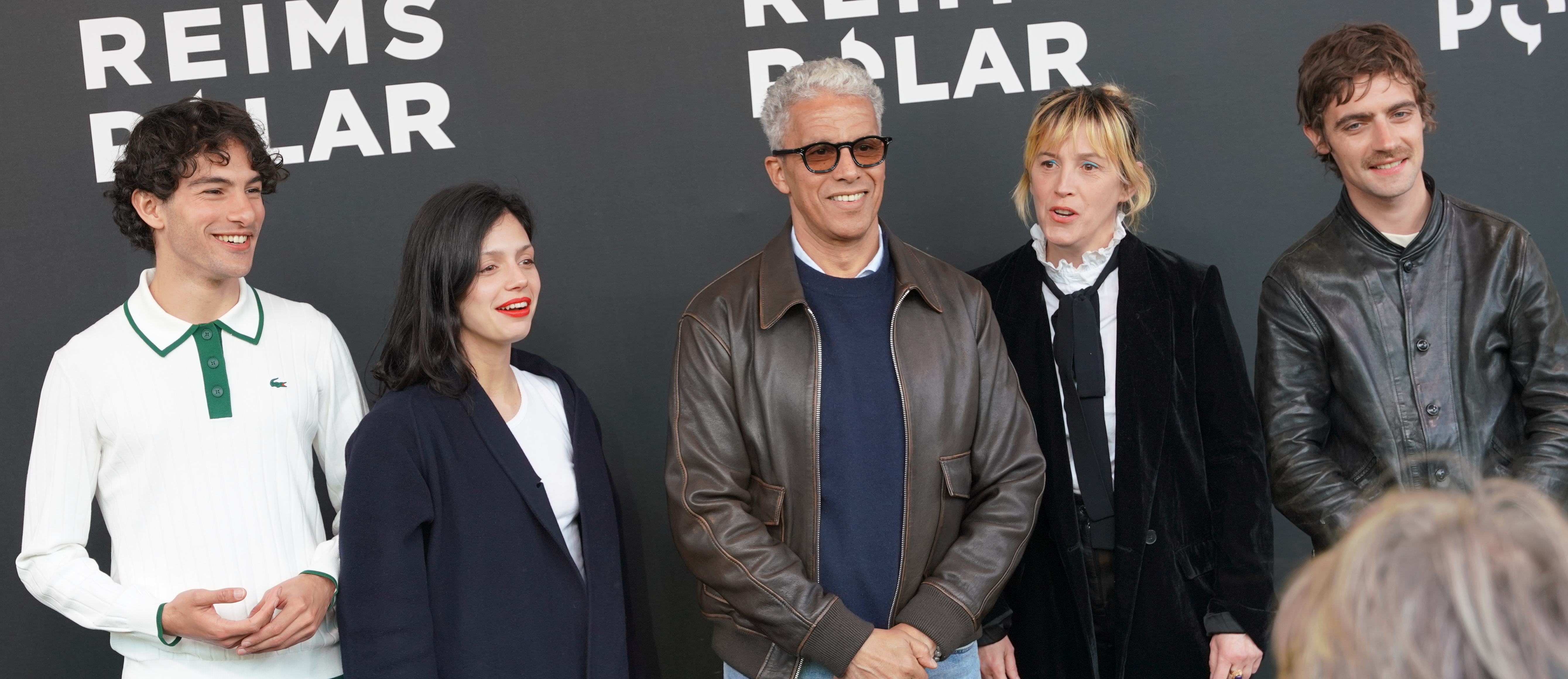
Jury Sang neuf.

- Sami Bouajila (président), acteur
- Noée Abita, actrice
- Stefan Crepon, acteur
- Sayyid El Alami, acteur
- Florence Loiret Caille, actrice

## Sélection

### En compétition
- Carnival is Over (pt) de Fernando Coimbra  Brésil
- Gangs of Taïwan de Keff  Taïwan
- Lettres siciliennes (Iddu) de Fabio Grassadonia et Antonio Piazza  Italie
- Little Jaffna de Lawrence Valin  France
- The Things You Kill de Alireza Khatami  Turquie
- La Infiltrada de Arantxa Echevarría  Espagne
- King Ivory de John Swab  États-Unis
- The Wig de Dong Yue  Chine
- Islands de Jan-Ole Gerster  Allemagne

### Sang neuf
- Moon de Kurdwin Ayub  Autriche
- Le Clan des bêtes (Bring Them Down) de Christopher Andrews  Royaume-Uni
- Strange Darling de JT Mollner (en)  États-Unis
- Zion de Nelson Foix  France
- Edge of Night de Türker Süer (de)  Allemagne  Turquie
- On vous croit de Charlotte Devillers et Arnaud Dufeys  France
- Brief History of a Family (en)  de Lin Jianjie  Chine

### Second souffle
- Freeway de Matthew Bright  États-Unis
- Lune de miel de Patrick Jamain  France
- Les Neuf Reines (Nueve reinas) de Fabián Bielinsky  Argentine

### British noirs
- Promising Young Woman de Emerald Fennell
- Les Veuves (Widows) de Steve McQueen
- A Beautiful Day (You Were Never Really Here) de Lynne Ramsay
- This Is England de Shane Meadows
- Layer Cake de Matthew Vaughn
- Snatch de Guy Ritchie
- Secret défense (Hidden Agenda) de Ken Loach
- Tueurs de dames (The Ladykillers) de Alexander Mackendrick
- Le Troisième Homme (The Third Man) de Carol Reed
- Une femme disparaît (The Lady Vanishes) de Alfred Hitchcock
- The Hit de Stephen Frears
- Skyfall de Sam Mendes

### Hommage àKiyoshi Kurosawa

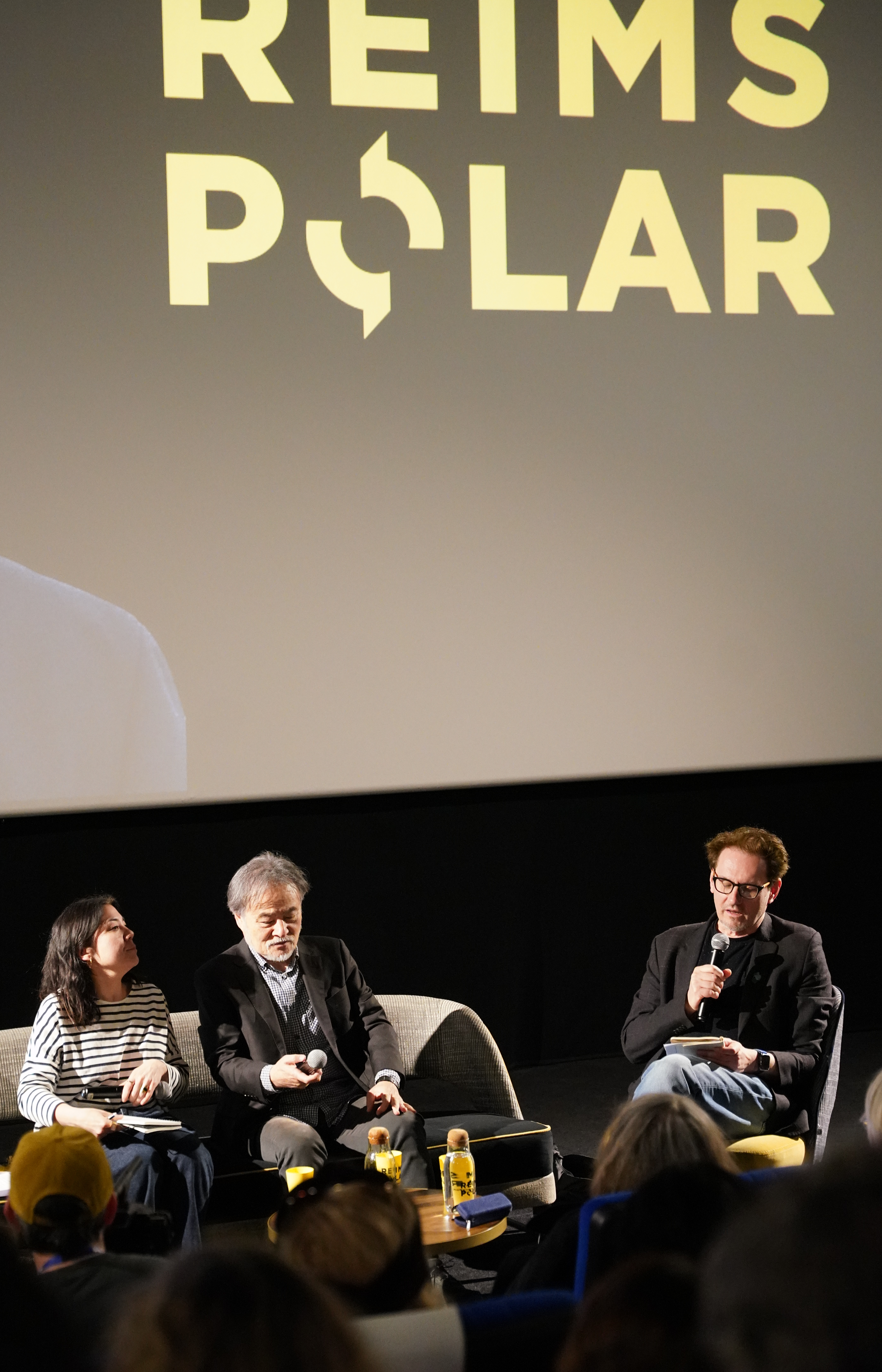
Rencontre avec Kiyoshi Kurosawa animée par Stéphane du Mesnildot.

- Les Amants sacrifiés
- Creepy
- Shokuzai
- Kaïro
- Cure
- Charisma
- Cloud

### FocusStephen Frears

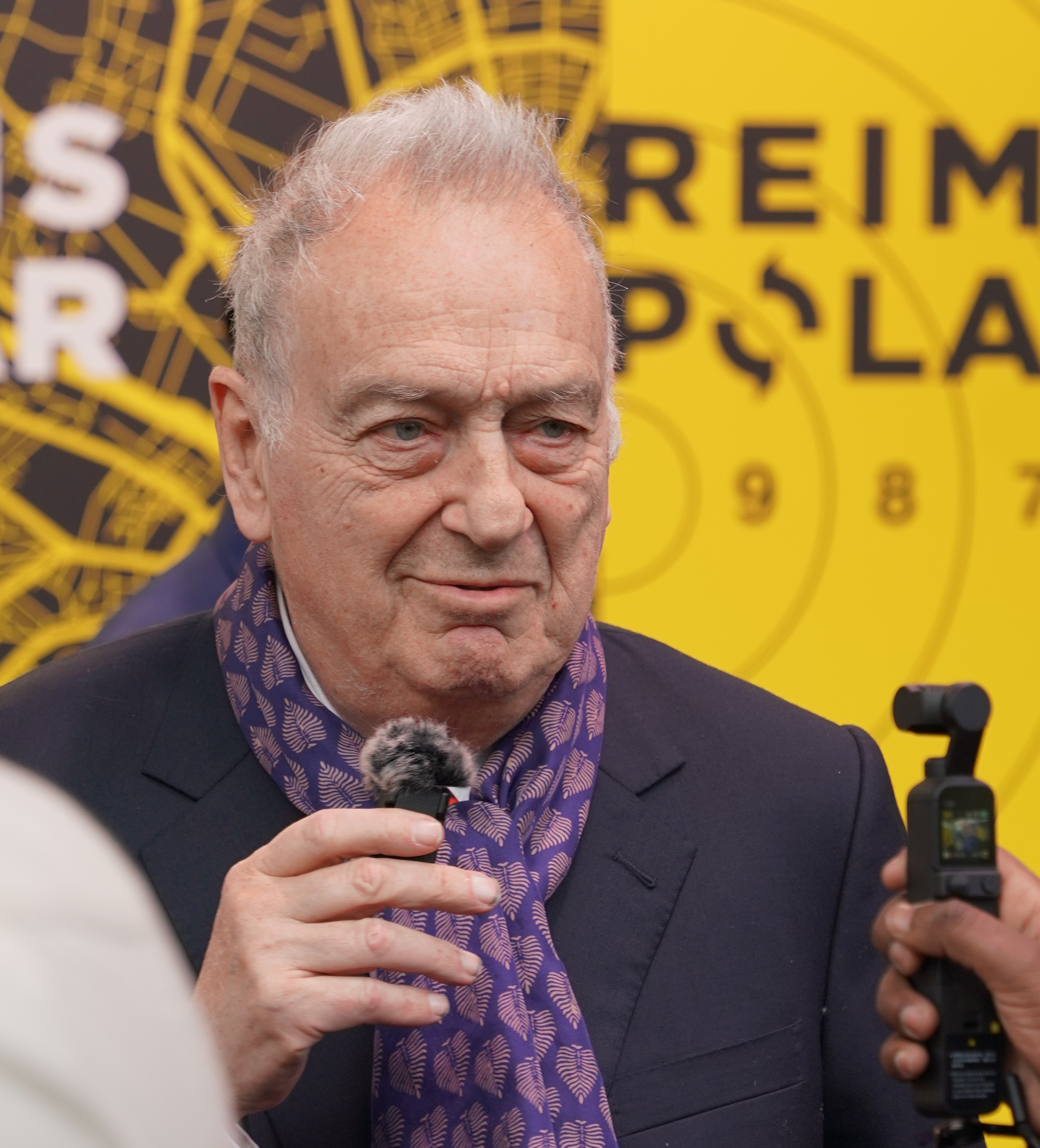
Présence de Stephen Frears.

- The Hit
- The Program
- Les Arnaqueurs (The Grifters)

## Palmarès

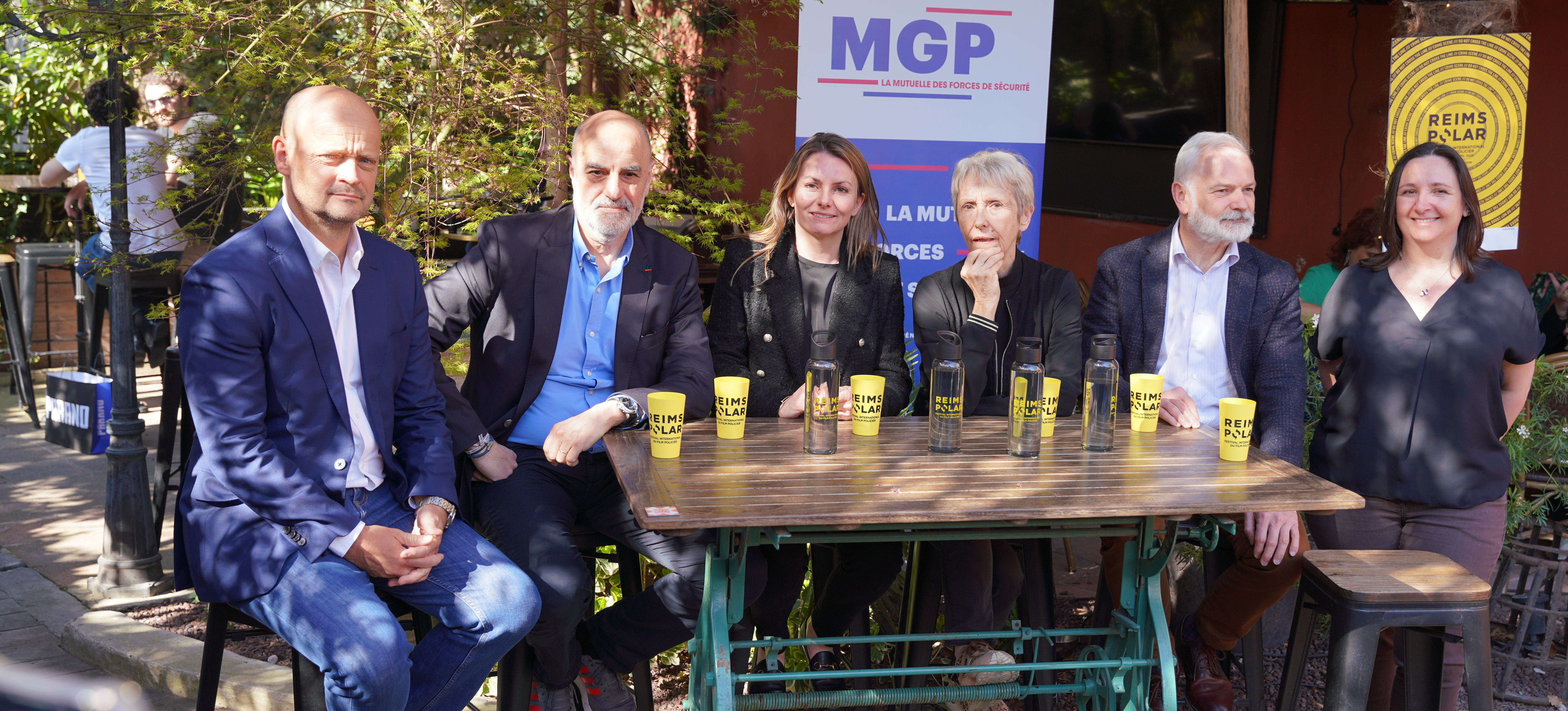
Le jury Police avec les policiers Danielle Thiéry, Georges Salinas, Christophe Hirshmann, Marion Friedrich et Jean-Baptiste Dulion.

- Grand Prix : Islands de Jan-Ole Gerster
- Prix du jury : Little Jaffna de Lawrence Valin.
- Prix du public : Little Jaffna de Lawrence Valin.
- Prix Police : La Infiltrada de Arantxa Echevarría.
- Prix de la critique : The Things You Kill de Alireza Khatami.
- Prix Sang Neuf : On vous croit de Charlotte Devillers et Arnaud Dufeys.
- Prix Claude Chabrol remis à Le Royaume de Julien Colonna[4].